# Dongmun-dong, Yeosu
Dongmun-dong (koreanska: 동문동)  är en stadsdel i staden Yeosu i provinsen Södra Jeolla, i den södra delen av Sydkorea, 320 km söder om huvudstaden Seoul. .